# Ringe
Ringe este un oraș în Danemarca.